# کوتاه‌شاخک‌سانان
کوتاه‌شاخک‌سانان (نام علمی: Harpacticoida) نام یک راسته از زیررده پاروپایان است.